# Station Arlesey
Arlesey is een station van National Rail in Arlesey, Central Bedfordshire in Engeland. Het station is eigendom van Network Rail en wordt beheerd door Govia Thameslink Railway. 

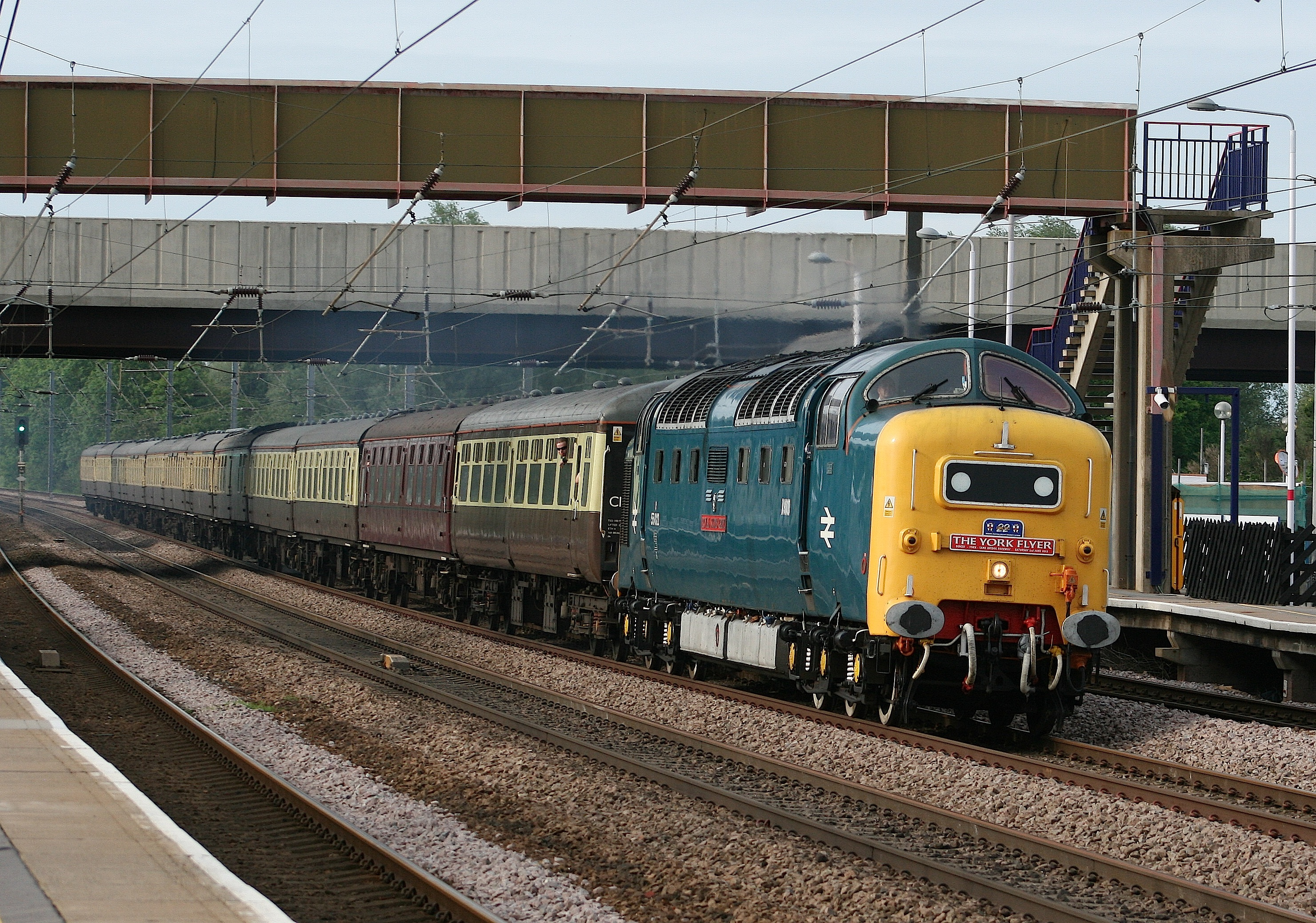
Class 55 bij doorkomst te Arlesey